# ストップ!にいちゃん
『ストップ!にいちゃん』は、関谷ひさしによる日本の学園明朗漫画。月刊『少年』（光文社）にて1962年新年号から1968年3月号（同誌の休刊）まで連載された。 
関谷は、この作品と『ファイト先生』で昭和39年度小学館漫画賞を受賞した。
スポーツ万能だがおっちょこちょいな中学生・南郷勇一とその周りの人々が起こす騒動をユーモラスに描いた漫画作品。 タイトルの「ストップ！にいちゃん」は、暴走しがちな勇一を窘める弟・賢二のセリフに由来する。当初は、スポーツ熱血漫画であったが、徐々に笑いの要素が増えた。
連載終了後、『プレイコミック』（秋田書店）1977年2月10日号に『帰ってきたストップ!にいちゃん』が読み切り掲載、その後光文社文庫「少年傑作集」に関谷の描き下ろしで、南郷兄弟やサチコが大人になった続編『ストップ!にいちゃん ふたたび』が読み切り掲載された。
腕白な少年がさまざまな部活動に挑み、次々と活躍と騒動と笑いを引き起こしていく漫画群の雛形であったといえる作品。
漫画評論家の夏目房之介は、ちばてつやの「ハリスの旋風」（「少年マガジン」に’６５年～’６７年連載）の原型は、この「ストップ！にいちゃん」である、と語っている。江口寿史の『ストップ!! ひばりくん!』のタイトルも、この作品に由来する。

## 登場人物

### 南郷家
南郷 勇一（なんごう ゆういち）
本作の主人公。第五中学校の3年生のクラスに所属しており、野球部を始め柔道部、
ボクシング部、サッカー部のキャプテンも兼任している。そのスポーツ万能ぶりから
“五中のスーパーマン”のあだ名を持つが、そそっかしいという欠点がある。
南郷 賢二（なんごう けんじ）
勇一の弟。小学生だが、しっかりとした性格で、よく兄を窘める。
お母さん
南郷兄弟の母親。少し心配性ながらも心優しい性格だが、勇一が唯一頭が上がらない存在でもある。
お父さん
南郷兄弟の父親である会社員。勇一とは違い、やや小市民的で、妻には頭が上らない。
お祖父さん
本名は南郷勇作。田舎に住む南郷兄弟の祖父である。
性格は豪放磊落、高齢にもかかわらず運転免許を取るほどの行動派である。
ボス
南郷家の愛犬。元野良犬。
ポリ
ボスの子供。やんちゃな性格

### 近所
北原 サチコ
南郷家の隣家の娘。勇一と同級生 新聞部編集長。勝気で
勇一とケンカばかりしているが、本当は仲が良い。
ハリー
物語の途中で、南郷家の隣に引っ越してきた外国人一家の長男。日本語は流暢。
オリンピック参加レベルのマラソンランナー。弟がいる。
柏鵬堂
勇一の掛かりつけの指圧師で、スキンヘッドにサングラスという容姿をしている。
年齢は55歳。独学で医学を学び医学博士号を取得。
柔道、剣道、合気道、合わせて18段。
高井マーケット店主
勇一が不定期でバイトしているマーケットの店主。 柏鵬堂からガマとカバを合わせて
油で揚げたような風貌とたとえられている。 ヘビースモーカー。せこい性格だが、
勇一のペースにハマってしまう。

### 第五中学校関係者
校長
頭の禿げた肥満体の男性で、第五中学校の校長を務めている。南郷を「五中の誇り」
と評しているが、ゴーカート部やサッカー部の創設を執拗に迫られ、ついには
南郷の顔を見ると腹痛を起こす「南郷性アレルギー」になってしまう。

#### 野球部
一番 早井
打つのも走るのも速い。ピッチャーゴロでも快足で塁に出てしまう。ただしアウトになるのも早い。
二番 多胡
とにかくボールをすべてファールにする傾向があり、タコのような粘り強さを誇る。
ピッチャーが諦めて好球を投げてくれた際にはそれをヒットにする。
三番 駒井
中学生にしては大変小柄で、ストライクが入らず、すべてボールになってしまう。打率0、出塁率100%。
ここまでで、無死満塁になり 四番、南郷がホームランを打つのが五中の勝ちパターン。
五番 熊田
眼鏡を掛けた真面目な会計係。連載当初は、他のクラブと掛けもちをする南郷に反発したり、
時に理解者ともなる少年だが、「お笑い路線」になってから、すっかり出番が少なくなった。
丸井
肥満体の男子部員で、練習嫌いのお調子者である。
細田
細身で長身の投手（一応エース）。ちょっと気が弱く、打たれると南郷と交代。丸井と凸凹コンビを結成。
尚、南郷のポジションは、キャッチャーだが、エースの細田が不調な時はピッチャーもやる。南郷は性格的にど真ん中のストレートしか投げないが、しゃっくりが止まらなくなったときは、なぜか変化球になった
馬井 球
下級生の女子だが、スポーツにかけては南郷に勝るとも劣らない。女子のため試合には出られないのでコーチを務める。ただし公式戦と非公式戦に一度ずつ出た経験あり。
北条高氏（元部員）
南郷と同学年の転校生。両親が名野球選手であり、期待されて野球部に入部した経緯を持つ。
実力は申し分ないが高慢な性格をしている。サチ子の声援を受けて却って調子を崩し、
大量失点につながってしまった。無責任にも、そのまま退部。

#### その他
西 純
大阪から転校生してきた二年生。前の学校でサッカーをやっていて、　南郷とともに五中サッカー部を創設。
小柄だがスポーツ万能、ケンカも強く「小型南郷」とも呼ばれる。
高板一夫
ボクシング部主将。
南郷のパンチ力に惚れこみ、ボクシング部に入部を勧め、さらに主将の座まで譲った。
しかし、これは他校の強豪選手との対戦を避け、南郷を当てるための策と発覚。
投山
柔道部主将。南郷の運動神経の良さを見て柔道部主将として試合に出てくれと懇願。
義侠心の強い南郷は断り切れなかった。その後も、学芸会の出し物の企画など、南郷を頼りにしている。
五助
南郷を尊敬している気弱な下級生。口癖は「すみません」。高井マーケットでバイトをしており、
その縁で、南郷も同店でバイトを始めた。南郷曰く、「五助くんは、学校では後輩、店では先輩、合計ハイハイだ！」
阿久田
五中の不良、もう一人の仲間と一緒に、新入生や西を仲間に入れて南郷を陥れようとするが、ことごとく失敗した。

## 単行本
「虫コミックス」（虫プロ商事）から全1３巻、その後「サンコミックス」（朝日ソノラマ）から3巻が発売されたが、全て絶版。2008年8月に「マンガショップ」から、「1学期」として3巻（上・中・下）、同年9月に「2学期」として3巻（同）、同年10月に「3学期」として3巻（同）の計9巻が発売された。なお「三学期・下」には、先述の「帰ってきたストップ!にいちゃん」が掲載されている。

ほかに、汐文社(全５巻)、光文社(全１巻)、コダマプレス(全１巻)、アース出版(全１巻)からも出版されている。

また、光文社文庫の『少年傑作集』第３巻に書き下ろしの「ストップ!にいちゃん ふたたび」を含む５話が収録されている。
| 巻(マ)   | 話数(マ) | タイトル(マ)                   | 掲載号(少年)              | 巻(虫) | 話数(虫)   | タイトル(虫)                  | 補足(虫)          |
| -------- | -------- | ------------------------------ | ------------------------- | ------ | ---------- | ----------------------------- | ----------------- |
| 一学期上 | 1        | かけもちキャプテン!            | 1962年1～6月号            | 7?     | 2?         | くたばれ！サチコ?             |                   |
| 一学期上 | 2        | 天敵サチコ                     | 1962年6月号               | 7      | 2          | くたばれ！サチコ              |                   |
| 一学期上 | 3        | オトキチ! にいちゃん           | 1962年6～7月号            | 9 6    | 2          | オトキチ騒動 ドライ・ドライブ | 3の前半+7 3の後半 |
| 一学期上 | 4        | ピッチャー交代! 南郷!!         | 1962年8月号               | 4      | 1          | おったバットが五万本          | 大幅削除・修正    |
| 一学期中 | 5        | にいちゃんVS拳闘               | 1962年9月号               |        |            |                               |                   |
| 一学期中 | 6        | にいちゃんVS剣道               | 1962年9月号               |        |            |                               |                   |
| 一学期中 | 7        | 爆弾ゴロゴロ                   | 1962年10月号              | 9      | 2          | オトキチ騒動                  | 3と合併           |
| 一学期中 | 8        | けんけんキャプテン!            | 1962年10～12月号          | 8      | 4          | かかしプレー                  |                   |
| 一学期中 | 9        | 愛犬ボス登場!                  | 1962年12～63年1月号       | 4      | 2          | 愛犬ボス登場                  |                   |
| 一学期中 | 10       | 将軍と富豪                     | 1963年1～2月号            | 6      | 3          | 閣下と富豪                    |                   |
| 一学期中 | 11       | にいちゃんVS熊                 | 1963年2月号               | 6      | 3          | 閣下と富豪                    |                   |
| 一学期下 | 12       | やりすぎ! 桃太郎!!             | 1963年3月号               | 8      | 1          | 珍説桃太郎                    |                   |
| 一学期下 | 13       | モーレツ新入部員!?             | 1963年4月号               | 3      | 1          | 新入生よきたれ！              |                   |
| 一学期下 | 14       | アバラ骨折で大ピンチ?          | 1963年5月号               | 5      | 2          | スーパーキャプテン            |                   |
| 一学期下 | 15       | 退部騒ぎ                       | 1963年6月号               | 10     | 3          | 帰れ！キャプテン              |                   |
| 一学期下 | 16       | ハワーイ旅行                   | 1963年7～9月号            | 12     | 1          | ハワイ珍道中                  |                   |
| 二学期上 | 17       | 恐怖体験!!                     | 1963年10月号              | 7      | 1          | 妖怪博士                      |                   |
| 二学期上 | 18       | ハッタリくん                   | 1963年11月号              | 8      | 3          | ハッタリくん                  |                   |
| 二学期上 | 19       | 青い眼のライバル               | 1963年12月号              | 4      | 8          | となりの青い目                |                   |
| 二学期上 | 20       | 催眠術投手 登場!!              | 1964年1～2月号            | 10 11  | 4 1        | 再催眠術 続・再催眠術         | 分割？            |
| 二学期上 | 21       | アルバイトにいちゃん!          | 1964年3～4月号            | 5 11   | 4 3        | バイト野郎 アルバイト王       | 分割              |
| 二学期中 | 22       | 犯人は誰だ!!                   | 1964年5月号               | 9      | 3          | 犯人はだれだ                  |                   |
| 二学期中 | 23       | ボスの大活躍                   | 1964年6月号               | 8      | 2          | これぞボス！                  |                   |
| 二学期中 | 24       | かたきうちの男                 | 1964年7～8月号            | 11     | 5          | 必死ハイク                    |                   |
| 二学期中 | 25       | 忍者 南郷勇鬼参上!!            | 1964年9～10月号           | 6      | 1          | 堂々たる忍法                  |                   |
| 二学期中 | 26       | にいちゃん、オリンピック行き!? | 1964年10～11月号          | 13     | 2          | オリンピック騒動              |                   |
|          |          | なし                           | 1964年8月増刊号           | 5      | 3          | 静かなる男？                  |                   |
|          |          | なし                           | 1965年1月増刊号           | 1      | 4          | スキーとクマさん              |                   |
| 二学期下 | 27       | 風邪騒ぎ                       | 1964年12月号～1965年1月号 | 13     | 1          | 今日のヒーロー                |                   |
| 二学期下 | 28       | 大雪合戦                       | 1965年2月号               | 11     | 2          | 雪の対決                      |                   |
| 二学期下 | 29       | イヤなやつ!                    | 1965年3～5月号            | 9      | 4          | イヤなイヤなイヤなやつ        |                   |
| 二学期下 | 30       | イカダでアルバイト!?           | 1965年6月号               | 12     | 2          | 水にあるけば                  |                   |
| 三学期上 | 31       | 細田の魔球                     | 1965年7月号               | 9      | 1          | 大魔球                        |                   |
| 三学期上 | 32       | にいちゃん集金へ!!             | 1965年7～8月号            | 12     | 3          | 押しの一手                    |                   |
| 三学期上 | 33       | キャンプ騒動                   | 1965年9月号               | 11     | 4          | キャンプ村の怪盗              |                   |
| 三学期上 | 34       | 師範代 にいちゃん!             | 1965年10～11月号          | 10     | 2          | 強道館柔道                    |                   |
| 三学期上 | 35       | シャックリ投法                 | 1965年12月号              | 10     | 1          | 魔球ヒック                    |                   |
| 三学期上 | 36       | ガリバーの世界!                | 1966年1月号               | 3      | 3          | マイクロにいちゃん            |                   |
| 三学期中 | 37       | アブないドライブ               | 1966年2月号               | 3      | 4          | けがの功名                    |                   |
| 三学期中 | 38       | 先輩後輩対決!                  | 1966年3月号               | 1      | 1          | 先輩完敗                      |                   |
| 三学期中 | 39       | 真実はどっち?                  | 1966年4月号               | 3      | 5          | 暴力学園                      |                   |
| 三学期中 | 40       | カミナリじいさん               | 1966年5月号               | 2      | 7          | オートバイでつっ走れ          | 冒頭少しカット    |
| 三学期中 | 41       | NO.1は誰だ!?                   | 1966年6月号               | 3      | 2          | NO.1をかけろ！                |                   |
| 三学期中 | 42       | にいちゃんの000号作戦          | 1966年7月号               | 3      | 6          | あぶく作戦                    |                   |
| 三学期中 | 43       | 怪奇博士                       | 1966年8月号               |        |            |                               |                   |
| 三学期中 | 44       | ミステリーゾーン               | 1966年9月号               | 4      | 7          | ミステリーゾーン              |                   |
| 三学期中 | 45       | ゴーカート部誕生!              | 1966年10月号              | 2      | 4          | ゴーカート部誕生              |                   |
| 三学期中 | 46       | 空手家! にいちゃん             | 1966年11月号              | 2      | 6          | 空手道                        |                   |
| 三学期中 | 47       | やりすぎなチャンバラ!!         | 1966年12月号              | 1      | 5          | 学芸会                        |                   |
| 三学期中 | 48       | ゴーカートでGO!!               | 1967年1月号               | 2      | 5          | カートでカトー                |                   |
| 三学期下 | 49       | 秘密諜報員 にいちゃん          | 1967年2月号               | 5      | 1          | 001/2アルバイトソロ           |                   |
| 三学期下 | 50       | ボスのひとめぼれ               | 1967年3月号               | 2      | 3          | ガンバレ！ ボス               | 53と合併          |
| 三学期下 | 51       | 関西野郎                       | 1967年4月号               |        |            |                               |                   |
| 三学期下 | 52       | ガンバレ サッカー部!!          | 1967年5～6月号            | 1      | 3          | がんばれ！サッカー部          |                   |
| 三学期下 | 53       | ボスの息子                     | 1967年7月号               | 2      | 3          | ガンバレ！ ボス               | 50と合併          |
| 三学期下 | 54       | ライフセーバーでアルバイト     | 1967年8月号               | 1      | 2          | プール救助係                  |                   |
| 三学期下 | 55       | ケガしあい                     | 1967年9月号               | 2?     | 2?         | 野球試合?                     |                   |
| 三学期下 | 56       | にいちゃんVS金星人             | 1967年10～11月号          | 2      | 1          | 金星人来襲                    |                   |
| 三学期下 | 57       | 4つの話                        | 1967年12月号              | 4      | 5          | 四つのいくさの物語            |                   |
| 三学期下 | 58       | サッカーでハッスル!            | 1967年1～3月号            | 4      | 6          | サッカー                      | 3月号分のみ       |
| 三学期下 | 59       | 帰ってきたストップ！にいちゃん | なし                      |        |            | なし                          |                   |
|          |          | なし                           |                           | 4      | 3          | 水中野球                      |                   |
|          | なし     |                                | 4                         | 4      | ロボット島 |                               |                   |
|          | なし     |                                | 8                         | 5      | ごりっぱ   |                               |                   |

| 出版社                | 巻 | 話数 | タイトル                     | 補足                   | 話数(マ) | タイトル(マ)           |
| --------------------- | -- | ---- | ---------------------------- | ---------------------- | -------- | ---------------------- |
| 光文社                | 1  | 1    | ?                            |                        | ?        | ?                      |
| コダマブレス          | 1  | 1    | かけもち主将                 |                        | 1        | かけもちキャプテン!    |
| 朝日ソノラマ          | 1  | 1    | ?                            |                        | ?        | ?                      |
| 朝日ソノラマ          | 2  | 1    | 愛犬ボス登場                 |                        | 9        | 愛犬ボス登場!          |
| 朝日ソノラマ          | 2  | 2    | 閣下と富豪                   |                        | 10       | 将軍と富豪             |
| 朝日ソノラマ          | 2  | 3    | 珍説桃太郎                   |                        | 12       | やりすぎ! 桃太郎!!     |
| 朝日ソノラマ          | 2  | 4    | 先輩完敗                     |                        | 38       | 先輩後輩対決!          |
| 朝日ソノラマ          | 3  | 1    | 折ったバットが５万本         | 虫コミと同様削除・修正 | 4        | ピッチャー交代! 南郷!! |
| 朝日ソノラマ          | 3  | 2    | 新入生よきたれ！             |                        | 13       | モーレツ新入部員!?     |
| 朝日ソノラマ          | 3  | 3    | 魔球ヒック                   |                        | 35       | シャックリ投法         |
| 朝日ソノラマ          | 3  | 4    | となりの青い目               |                        | 19       | 青い眼のライバル       |
| 汐文社                | 1  | 1    | ?                            |                        | ?        | ?                      |
| 汐文社                | 2  | 1    | ?                            |                        | ?        | ?                      |
| 汐文社                | 3  | 1    | ?                            |                        | ?        | ?                      |
| 汐文社                | 4  | 1    | ?                            |                        | ?        | ?                      |
| 汐文社                | 5  | 1    | ?                            |                        | ?        | ?                      |
| 光文社文庫 少年傑作集 | 3  | 1    | ストップ!にいちゃん ふたたび | 書き下ろし             |          |                        |
| 光文社文庫 少年傑作集 | 3  | 2    | ストップ!にいちゃん誕生      | 少年1962年1月号のみ    | 1        | かけもちキャプテン!    |
| 光文社文庫 少年傑作集 | 3  | 3    | オートバイ作戦               | 頭６頁カット           | 3        | オトキチ! にいちゃん   |
| 光文社文庫 少年傑作集 | 3  | 4    | 野球部退部？                 |                        | 15       | 退部騒ぎ               |
| 光文社文庫 少年傑作集 | 3  | 5    | 愛犬ボスの大手柄             |                        | 23       | ボスの大活躍           |

## 各話のあらすじ
２ 天敵サチコ
　うなだれて帰る勇一を見た新聞部員は、良心の呵責を感じたようだが、学校新聞の発行日は明日なので作り直すことはできない。そこで、ふたりの部員は新聞部をやめる。サチコはひとりでも続ける覚悟だ。しかし、賢二から事情を聞いたサチコは考え直し、賢二に手伝ってくれるよう頼んで一緒に学校へ向かう。翌日、配られた新聞は勇一の写真が切り取られたものだった。辞めていった新聞部員も戻ってくる。
５ にいちゃんVS拳闘
　サチコは拳闘部に頼まれ、勇一の性格を利用して勇一を拳闘部の試合に行かせる。高原対五中キャプテンの番になったところで勇一が駆けつけ、出場する。一方、キャプテンの高板は土管の中に隠れていたが、勇一が来たことを聞き、ヤジに紛れて勇一のアゴが弱いことを高原に知らせるよう指示する。高原が顎を狙い始めると、流石の勇一も高板相手のようには行かない。
６ にいちゃんVS剣道
　今度は剣道部の主将が来て神風タレント根性を叩き直してやると言う。勇一は防具が臭いせいで格好の練習台になってしまうが……
７ 爆弾ゴロゴロ
　勇一は日曜にスクランブルレースがあることを知ってバイクのトレーニングに出かける。急いでいるという男を後ろに乗せてやると、男は強盗で「命が惜しかったらぶっとばせ」とピストルで脅す。しかし、勇一が道路を外れて悪路を飛ばしたので強盗はバイクから落ちて伸びてしまう。ところが、翌朝の新聞に「オトキチの少年、ケガの功名」と載ったので放課後に抗議に行くが、「オトキチ」も「ケガの功名」も自分で言ったことだと言われる。胸にたまった爆弾を爆発させようとするが、野球部も柔道部も拳闘部も誰もいない。
８ けんけんキャプテン!
　勇一が賢二を乗せてスクランブルレースに向かうと、ヘンな男に声をかけられる。賢二は男が、初めて遠乗りしたときに煽ってきたカミナリ族（暴走族の昔の呼び方）のひとりであることを思い出す。案の定、３人組が絡んでくるが、追い返す。ところが、レースが始まったのにバイクが動かない。[中略]勇一は優勝するが、卑怯な男を追い回して最後にふたりして転倒したため、足を挫いてしまう。あさっての県大会には間に合いそうもない。しかし、柏鵬堂に荒療治してもらって翌朝には治る。ところが、サチコをからかって調子に乗っていると、再び同じ足を挫いてしまう。今度は柏鵬堂も治療を拒否するが、意地っ張りな勇一は野球部の仲間にケガを隠す。
14 アバラ骨折で大ピンチ?
　勇一は馬井球のノックを受けていて塀にぶつかってしまう。明日は県大会なので、意地を張って何ともないと言う勇一をサチコが無理やり柏鵬堂に連れて行くと肋骨にひびが入っているという。しかし、それは柏鵬堂が勇一を懲らしめるためについたウソだった。サチコと賢二だけがそれを知っているが、ウソを信じた勇一は野球部員に試合に出ないと告げる。そこで、細田と駒井は球を男装させて出すことにする。
17 恐怖体験!!
　賢二が幽霊が出るか出ないかで友達と言い合いをして、夕日が丘のおばけ屋敷を探検することになったが、わかっていてもやはり怖いという。そこで、勇一が一緒に行くことにする。中へ入るといろいろ不思議なことが起きるのだが……。
　勇一は作り物であることを見抜く。家主は30年間、ばけものを研究しているという。
　屋敷を出た勇一は犬を怖がる新聞配達を助ける。おばあさんの荷物を持ってやろうとするが、ひったくりと間違えられる。泣いている幼児を助けてやると誘拐と間違えられる。サチコにからかわれたので、怒ってドラキュラの変装をすると、サチコだけでなく、サチコの母や自分の母や通りがかりの人まで脅かしてしまう。ところが、気絶したその男は指名手配の強盗殺人犯だった。
31 細田の魔球
　細田が魔球を投げられるようになったと言うので、打ってみると簡単に打てる。しかし、指の位置とひねりが足りなかったと言うので、もう一度試してみると、空振りする。今度は意地になった勇一が「もう一度」を繰り返し、４球目にホームラン。しかし、細田が「今のは魔球じゃない」と言い出し、ふたりとも意地になって延々と繰り返す。
33 キャンプ騒動
　勇一・賢二・サチコ・サチコの従兄の山川という大学生と４人でキャンプに行くことになる。飼い犬のボスも鎖を外して後を追うのだが、勇一らはそれを知らない。キャンプ場に着くと、浮浪者に米を半分騙し取られてしまう。さらに、ほかにも窃盗の被害者が続出する。勇一が浮浪者を探しに行くが、その人物は山で修行している柔道家で、米を返しに来るところだった。
34 師範代 にいちゃん!
　強道館という道場では、師範代の大熊が、やめたいという生徒を脅してやめさせないようにしている。さらに、勇一と賢二を脅して無理やり入門させようとする。ところが、道場主の娘が現われ、大熊をやめさせる。大熊は怒って門弟全員を脅してやめさせる。そこで、勇一は賢二とふたりで入門した上、入門者を探しにでかける。勇一はさっぱりだが、賢二が数人のかわいい入門希望者を連れてくる。ところが、大熊の仲間が妨害するので、勇一は彼らを稽古台にかわいい弟子達に柔道の型を教える。元弟子達が決して弱くはないことを知っている道場主の娘は感心して勇一を師範代にする。道場主の娘が入院中の父の世話にでかけた後、大熊達が道場破りにやってくる。
40 カミナリじいさん
　勇一は賢二を乗せてバイクでドライブするが、無料のバイク練習場で不敵なじいさんに出会う。勇一は賢二をおろしてじいさんと競争を始める。
43 怪奇博士
　勇一がボスを散歩させていると、「ワンワン」と鳴く猫を見つける。その猫を追って鬼木家の庭に入り、ライオンのように吠えたり唸ったりする子猫や「カアカア」と鳴く鳩がいる。ドアをノックすると勝手に開いたので入ってみると、いろいろおかしな仕掛けがある。
　博士は勇一や賢二も同じように変えようとするが、怒った勇一が懲らしめてやり、牛のように鳴くボスを元に戻させ、鏡に向かって自分自身をまじめ人間に変えさせる。ところが、人が変わった博士に空き巣と間違えられる。
45 ゴーカート部誕生!
　勇一は校長にゴーカート部を作ってほしいと頼むが、予算がないと反対される。そこで、雑誌でゴーカートを売りに出している店を見つけ、行ってみる。交渉の結果、ただでもらえることになり、喜んだ勇一は早速学校へ持っていって活動を始めるが……。
46 空手家! にいちゃん
　勇一は無断外出したボスを追って、顔も見えないほど髪を伸ばした空手家に出会う。勇一は空手を教えてくれるよう頼むが、無謀・無鉄砲・無神経だからダメだと断わられる。しかし、勇一はいつもの強情さで粘る。師匠は金剛鉄石という名で、勇一にそっくりな弟子がいたが、傷害事件を起こしてしまったという。根負けした金剛が教えてやると……。
47 やりすぎなチャンバラ!!
　勇一は学芸会の脚本を書く。今度こそ、近藤勇を芸術的に描くと鼻息が荒いが、みんなが退屈だ、チャンパラがいいと言うので、チャンバラにする。しかし、何事も徹底的にやらなければ気が済まない勇一のこと。案の定、……。
48 ゴーカートでGO!!
　勇一はゴーカート・レースに出場するが、卑怯な男が仲間の係員にパイロンを並べ替えさせたため、一周余分に走らされ、予選落ちになってしまう。しかし、勇一がそんなはずはないと猛抗議して、いちばん後ろなら決勝に出てもいいことになる。賢二からインチキを聞いた勇一は……。
虫コミックス4巻 ロボット島
　釣りに来た勇一と賢二がモーターボートを見つけていじっていると動きだし、とある島にたどり着く。灯台を見つけて中に入って見ると、いろいろおかしな仕掛けがある。
　博士はロボットをたくさん作っていたが、博士自身もロボットだった。博士は驚いて気を失ったふたりをモーターボートに乗せて沖へ送り出す。目が覚めると、なぜか元の桟橋に戻っている。ボートの持ち主が来たのでハンドルを壊したことを謝るが、ハンドルは壊れていない。どうやら夢だったようだ。

## ソノシート
本作はテレビアニメ化はされなかったが、1965年に朝日ソノラマからソノシートが発売された。ソノシートにはドラマと主題歌が収録された。
スタッフ
- 企画制作：朝日ソノラマ
- 原作：関谷ひさし
- 脚本・演出：大野満男
- 音楽：小森昭宏
- 演奏：朝日ソノラマ・オーケストラ
- 効果：東京効果工房

主題歌
- 「ストップ!にいちゃん」
  - 作詞：阪田寛夫
  - 作曲：小森昭宏
  - 歌：高橋和枝、松島みのり

声の出演
- 南郷勇一：高橋和枝
- 南郷賢二：松島みのり
- 柔道部キャプテン：藤本譲

なお主題歌は、2008年3月26日にコロムビアミュージックエンタテインメントから発売されたCD集「永久保存版 ソノシート誕生40周年記念 朝日ソノラマ大全集」の「ディスク5」に収録されている。

## 関連文献
- 夏目房之助『消えた魔球 熱血スポーツ漫画はいかにして燃えつきたか』双葉社、1991年（新潮文庫、1994年）